# Alexandre do Palatinado-Zweibrücken
Alexandre do Palatinado-Zweibrücken, o Coxo (em alemão:  Alexander von Pfalz-Zweibrücken, der Hinkende, 26 de novembro de 1462 – 21 de outubro de 1514), foi um nobre alemão, membro do ramo palatino da Casa de Wittelsbach, sendo Duque do Palatinado-Zweibrücken e Conde de Veldenz de 1489 a 1514.
Entre 1489 e 1490 partilhou com o seu irmão mais velho, Gaspar, o governo dos seus estados, ficando depois a reinar sozinho.

## Biografia
Alexandre era o segundo filho varão nascido do casamento de Luís I do Palatinado-Zweibrücken e de Joana de Croÿ.
O duque Luís I, receava que, após a sua morte, os seus domínios viessem a ser divididos pelos filhos, com Gaspar a receber o Condado de Veldenz e Alexandre recebendo o Palatinado-Zweibrücken. Para impedir isso, Luís ordenou que após a sua morte, os dois filhos deveriam governar os domínios conjuntamente. Contudo, apenas um ano após a morte do pai, Alexandre mandou prender Gaspar, que foi declarado mentalmente incapaz, sendo preso no castelo de Veldenz, ficando Alexandre a reinar sozinho.
Alexandre prometera mandar construir uma igreja caso regressasse, são e salvo, de uma cruzada, promessa que cumpriu com a construção, em 1489, da Igreja de Alexandre (Alexanderskirche), na cidade de Zweibrücken.

## Casamento e descendência
Em 1499, em 1499, casou com Margarida de Hohenlohe-Neuenstein, filha do Conde Kraft VI de Hohenlohe e de Helena de Vutemberga. Deste casamento nasceram 6 filhos:
1. Joana (Johanna) (1499–1537), freira em Tréveris;
2. Luís (Ludwig) (1502–1532), que sucedeu ao pai como Duque de Zweibrücken;
3. Jorge (Georg) (1503–1537), cónego em Tréveris, Estrasburgo e Colónia;
4. Margarida (Margarete) (1509–1522), freira em Marienberga, próximo de Boppard;
5. Roberto (Rupert) (1506–1544), que veio a receber o Condado de Veldenz em 1543;
6. Catarina (Katharina) (1510–1542), que casou com o Conde Otão IV de Rietberga.